# Населенко, Памфил Тимофеевич
Памфи́л Тимофе́евич Населенко (1870 — 1953) — член IV Государственной Думы от Киевской губернии, священник.

## Биография
Православный. Из крестьян.
Окончил сельскую школу (1881), Уманское духовное училище (1885) и Киевскую духовную семинарию по 1-му разряду (1891).
По окончании семинарии состоял учителем церковно-приходской школы. В 1892 году был рукоположен в диаконы и определён к служению во Владимирскую церковь Киевского кадетского корпуса. Также был законоучителем корпуса.
В 1894 году был рукоположен в иереи, служил в селе Холоидове Липовецкого уезда (1894—1896). С 1896 года был священником церкви в селе Емчихе Каневского уезда. С 1903 состоял благочинным 3-го округа Киевского уезда и депутатом окружного духовенства на епархиальных съездах.
В 1912 году был избран членом Государственной думы от Киевской губернии. Входил во фракцию русских националистов и умеренно-правых (ФНУП), после её раскола в августе 1915 — в группу сторонников П. Н. Балашова. Состоял членом комиссий: по исполнению государственной росписи доходов и расходов, по переселенческому делу, по делам православной церкви, бюджетной и по народному образованию.
В годы Первой мировой войны состоял священником походной церкви 1-го отряда ГД на Юго-Западном фронте. После Февральской революции был председателем кооператива членов и служащих ГД (март 1917—1919).
В 1919—1922 годах был научным сотрудником книгохранилища Академии наук, окончил два курса Петроградского агрономического института (1922). Был настоятелем церкви Александра Невского при Евгеньевской общине сестер милосердия в Петрограде (апрель 1917 — июнь 1922) и Владимирского собора в Кронштадте (1922—1930).
18 сентября 1930 был арестован, проходил по делам «истинно-православной церкви» и «бывших людей». 13 апреля 1931 приговорен коллегией ОГПУ к пяти годам лагерей. Отбывал срок в Кеми Мурманской области. В 1934 году был условно-досрочно освобожден, получил разрешение жить в Ленинграде, но уже в мае 1935 был выслан за пределы стокилометровой зоны. В мае 1935 поселился в Старой Руссе, в 1938 году переехал в Городню Черниговской области. С 1942 служил в местной Николаевской церкви.
В 1949 году Населенко было отказано в снятии судимости. Скончался в 1953 году. Был женат, имел двоих детей.

## Награды
- Наперсный крест (1912)